# Thomas Stafford Williams
Thomas Stafford Williams (Wellington, 20 de março de 1930 - Waikanae, 22 de dezembro de 2023) foi um cardeal neozelandês, Arcebispo-emérito de Wellington, Arcebispo-emérito do Ordinário Militar da Nova Zelândia.

## Biografia
Estudou na Faculdade de Comércio, na Victoria University de Wellington, no Seminário Nacional de Mosgiel, Dunedin, na Pontifícia Universidade Urbaniana de Propaganda Fide, em Roma e na University College Dublin, de 1961 a 1962, graduando-se em Ciências Sociais.
Foi ordenado padre em 20 de dezembro de 1959, em Roma, pelo cardeal Grégoire-Pierre XV Agagianian, prefeito da Congregação para a Evangelização dos Povos. Realizou trabalho pastoral da Irlanda, em Wellington e na Samoa Ocidental. Foi eleito arcebispo de Wellington em 30 de outubro de 1979, sendo consagrado em 20 de dezembro do mesmo ano, na igreja de Santa Maria dos Anjos em Wellington, por Owen Noel Snedden, bispo-titular de Acheloo, bispo-auxiliar de Wellington e vigário militar da Nova Zelândia, assistido por John Patrick Kavanagh, bispo de Dunedin, e Petero Mataca, arcebispo de Suva.
Foi criado cardeal em 1983 pelo Papa João Paulo II, no consistório de 2 de fevereiro, com o título de Cardeal-presbítero de Gesù Divin Maestro alla Pineta Sacchetti, sendo-lhe imposto o barrete cardinalício nesta data.
Em 1 de junho de 1995, foi nomeado Ordinário Militar da Nova Zelândia. Resignou-se do governo pastoral da arquidiocese e do Ordinariato em conformidade com o cânon 401 § 1 do Código de Direito Canônico em 4 de março de 2005.
Morreu em Waikanae, em 22 de dezembro de 2023.

## Conclaves
- Conclave de 2005 - participou da eleição do Papa Bento XVI
- Conclave de 2013 - não participou da eleição do Papa Francisco por não ter mais direito ao voto